# روس سميث (لاعب كرة الريشة)
روس سميث (بالإنجليزية: Ross Smith) هو لاعب كرة الريشة أسترالي، ولد في 11 أبريل 1985 في مدينة سوان هيل في أستراليا.

## وصلات خارجية
- روس سميث على موقع BWF.tournamentsoftware.com (الإنجليزية)
- روس سميث على موقع BWFbadminton.com (الإنجليزية)
- روس سميث على موقع اللجنة الأولمبية الدولية (الإنجليزية)
- روس سميث على موقع أوليمبيديا (الإنجليزية)
- روس سميث على موقع اتحاد ألعاب الكومنولث (مؤرشف) (الإنجليزية)
- روس سميث على موقع اتحاد ألعاب الكومنولث (مؤرشف) (الإنجليزية)
- روس سميث على موقع اتحاد ألعاب الكومنولث (مؤرشف) (الإنجليزية)
- روس سميث على موقع دورة ألعاب الكومنولث 2006 (مؤرشف) (الإنجليزية)